# Frans-Togoland
Frans-Togoland was een Frans mandaatgebied in West-Afrika, dat later de Republiek Togo zou worden.

## Geschiedenis
Op 26 augustus 1914 werd het Duitse protectoraat Togoland binnengevallen door Franse en Britse legers en na vijf dagen kort verzet gaf het land zich over. In 1916 werd het in twee administratieve zones verdeeld tussen Frankrijk (oostelijk deel) en het Verenigd Koninkrijk (westelijk deel; Brits-Togoland). Na de Eerste Wereldoorlog werd Togoland officieel een mandaatgebied van de Volkenbond.
Na de Tweede Wereldoorlog werden de mandaatgebieden trustschappen van de Verenigde Naties (VN).
In 1955 werd Frans-Togoland een autonome republiek binnen de Franse unie, en bleef ook een trustschap van de VN. Op 10 september 1956 werd Nicolas Grunitzky de eerste minister van de Autonome Republiek Togo. De verkiezingen van 1958 werden door Sylvanus Olympio gewonnen en hij zorgde ervoor dat het land onafhankelijk werd in 1960.
Brits-Kameroen · Brits-Togoland · Frans-Kameroen · Frans-Togoland · Nauru · Nieuw-Guinea (een onderdeel van het Territorium Papoea en Nieuw-Guinea) · Ruanda-Urundi · Somalië · Tanganyika · Trustschap van de Pacifische Eilanden · West-Samoa